# 食品产业

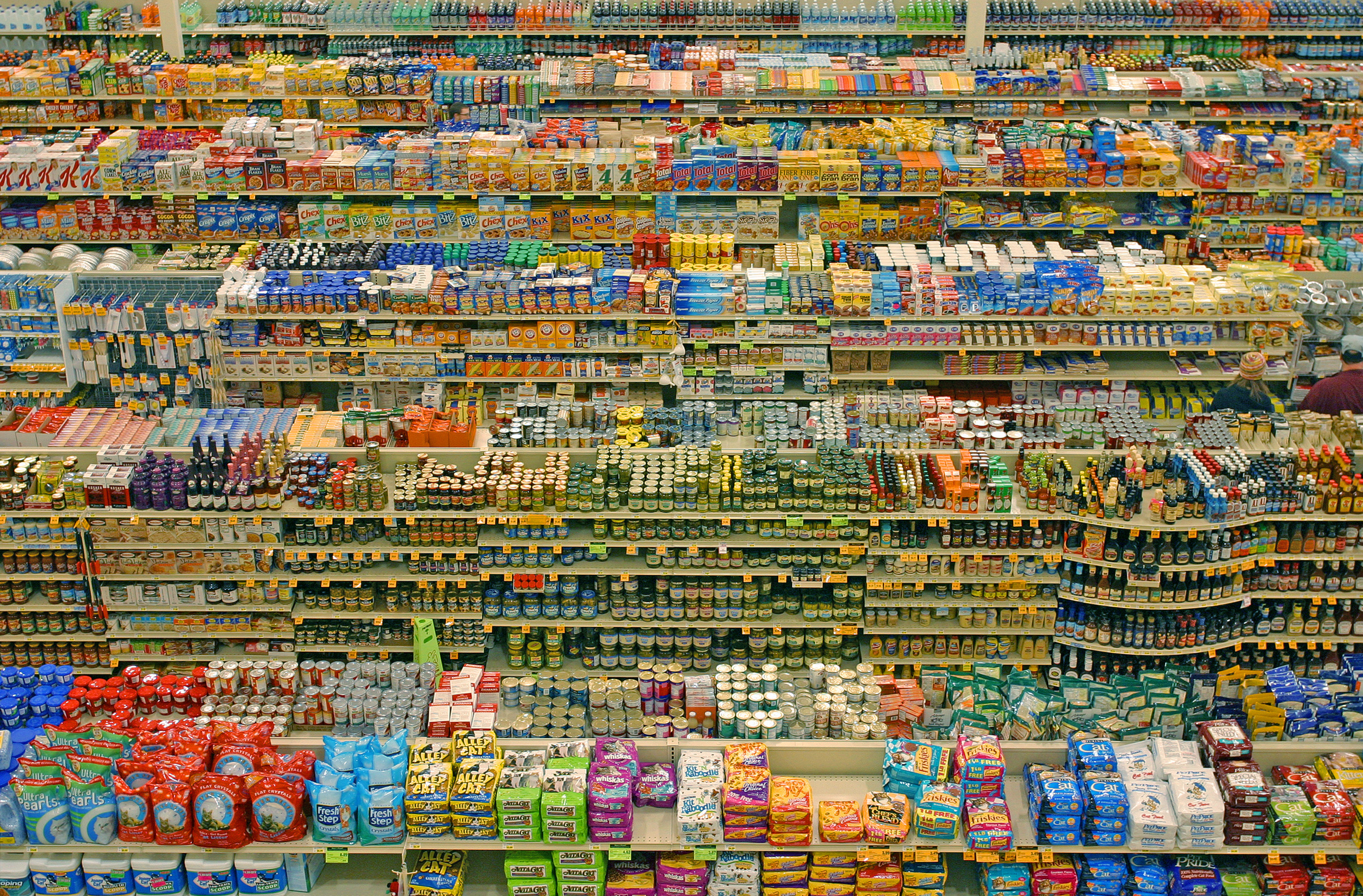
波特蘭的一家Fred Meyer量販店食品區。

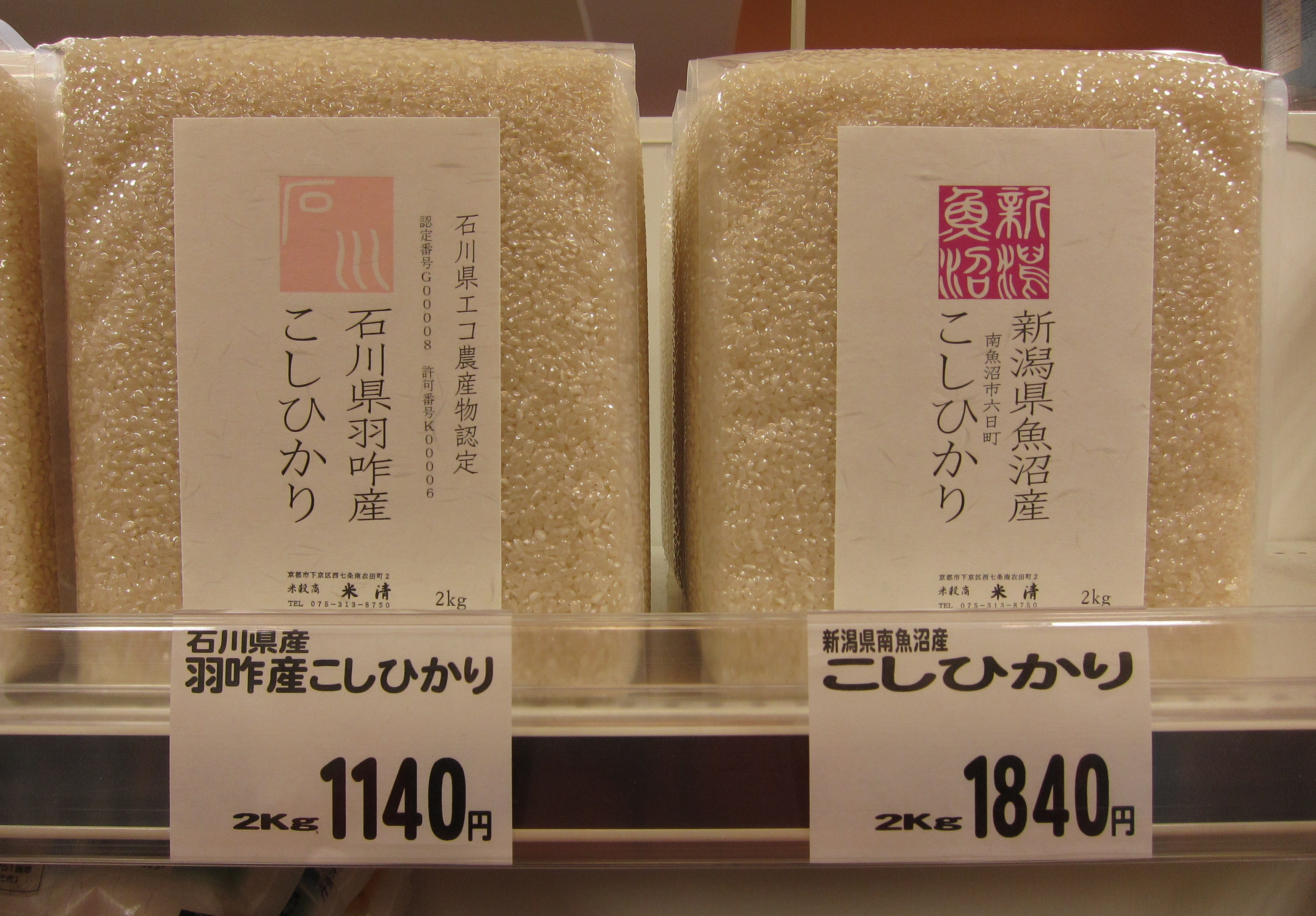
日本商品化包裝米(越光米)

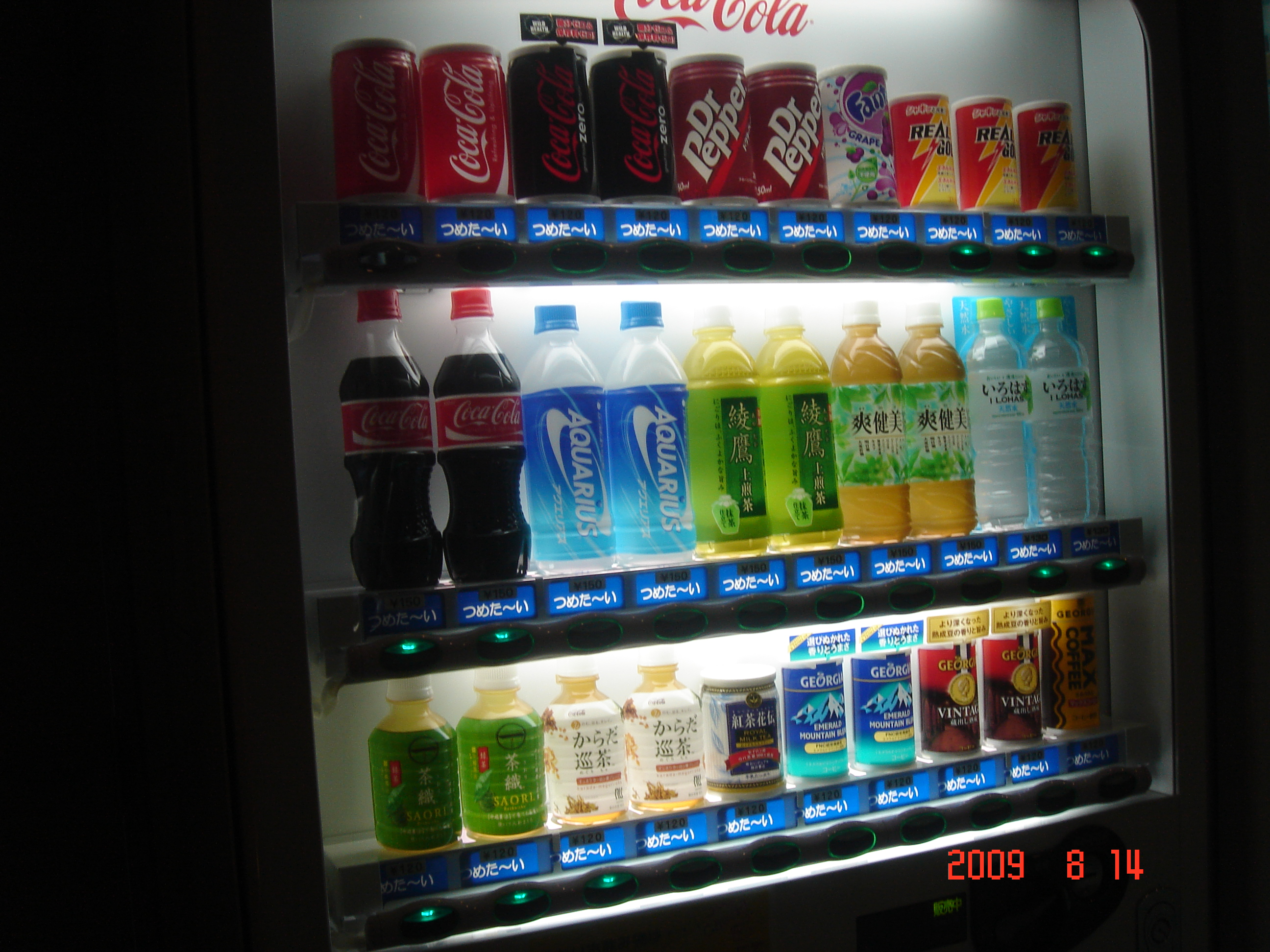
販賣機中的瓶裝飲料

食品产业是全球不同行业的综合体，这些产业提供了由世界人口消费的食物能量的。只有那些自给自足型农业可以被认为不在现代食品产业之内。
食品产业包括：
- 規範制定: 有关产品的生产和销售的本地的，区域的，国家的和国际的法律和规章制度，包括食品质量与食品安全，以及产业政治游说活动。
- 教育: 高等教育，职业教育，咨询服务业
- 食品科学: 对食品安全和養分的研究和开发。
- 制造业：农业化学品（化肥、农药等），种子，农业机械和物资，农业建筑等等。
- 农业: 种植农作物和飼料。
- 畜牧業和：饲养家畜
- 水产业：包括渔业和水產養殖，负责提供淡水和海产品。
- 食品加工: 新鲜产品出售前的准备，精制食品产品的制造。
- 市场营销: 通过广告, 包装, 公共关系等提升非商标(非专利)产品（如奶制品委员会），新产品，公众舆论等。
- 分销和物流：仓储、传输、批发
- 零售：直接面对消费者的销售，包括餐饮业、连锁超市和独立的食品商店

## 相關準則

### 品管準則
- 品質（Quality）
- 服務（Service），通常以服務反應時間與服務滿意度，做為評估標準。
- 衛生（Cleanliness）
- 價值（Value），以餐廳為例，食材成本不可低於售價的20%。

## 各地法規

### 中華人民共和國
依據2009年2月28日第十一届全国人民代表大会常务委员会第七次会议通过的《中华人民共和国食品安全法》執行。

### 中華民國(台灣)
- 食品衛生管理法
- 刑法公共危險罪，第191-1條「對他人公開陳列、販賣之飲食物品或其他物品滲入、添加或塗抹毒物或其他有害人體健康之物質者，處七年以下有期徒刑。」